# Supercopa de la CAF 2010
La Supercopa de la CAF 2010  fue la 18.ª edición de la Supercopa de la CAF. El encuentro organizado por la Confederación Africana de Fútbol fue disputado entre el vencedor de la Liga de Campeones de la CAF y el vencedor de la Copa Confederación de la CAF.
El partido se disputó entre el TP Mazembe de RD del Congo, campeón de la Liga de Campeones de la CAF 2009, y el Stade Malien Bamako de Malí, vencedor de la Copa Confederación de la CAF 2009, el encuentro fue disputado en el Stade Frederic Kibassa Maliba de la ciudad de Lubumbashi, RD del Congo, el 21 de febrero de 2010.
TP Mazembe ganó el partido 2–0, ganando su primer título de la Supercopa de la CAF.

## Participantes
- TP Mazembe
- Stade Malien Bamako

## Estadio
| Lubumbashi                    | Lubumbashi |
| ----------------------------- | ---------- |
| Stade Frederic Kibassa Maliba | Lubumbashi |

## Partido
| 21 de febrero de 2010 | TP Mazembe | 2-0     | Stade Malien | Stade Frederic Kibassa Maliba, Lubumbashi, |                                     |
| 08:00                 |            | Reporte |              | Árbitro(s): Rajindraparsad Seechurn        | Árbitro(s): Rajindraparsad Seechurn |